# Onthophagus strabo
Onthophagus strabo là một loài bọ cánh cứng trong họ Bọ hung (Scarabaeidae).